# Liste der Baudenkmäler im Kreis Höxter
Die Liste der Baudenkmäler im Kreis Höxter umfasst:
- Liste der Baudenkmäler in Bad Driburg
- Liste der Baudenkmäler in Beverungen
- Liste der Baudenkmäler in Borgentreich
- Liste der Baudenkmäler in Brakel
- Liste der Baudenkmäler in Höxter
- Liste der Baudenkmäler in Marienmünster
- Liste der Baudenkmäler in Nieheim
- Liste der Baudenkmäler in Steinheim
- Liste der Baudenkmäler in Warburg
- Liste der Baudenkmäler in Willebadessen

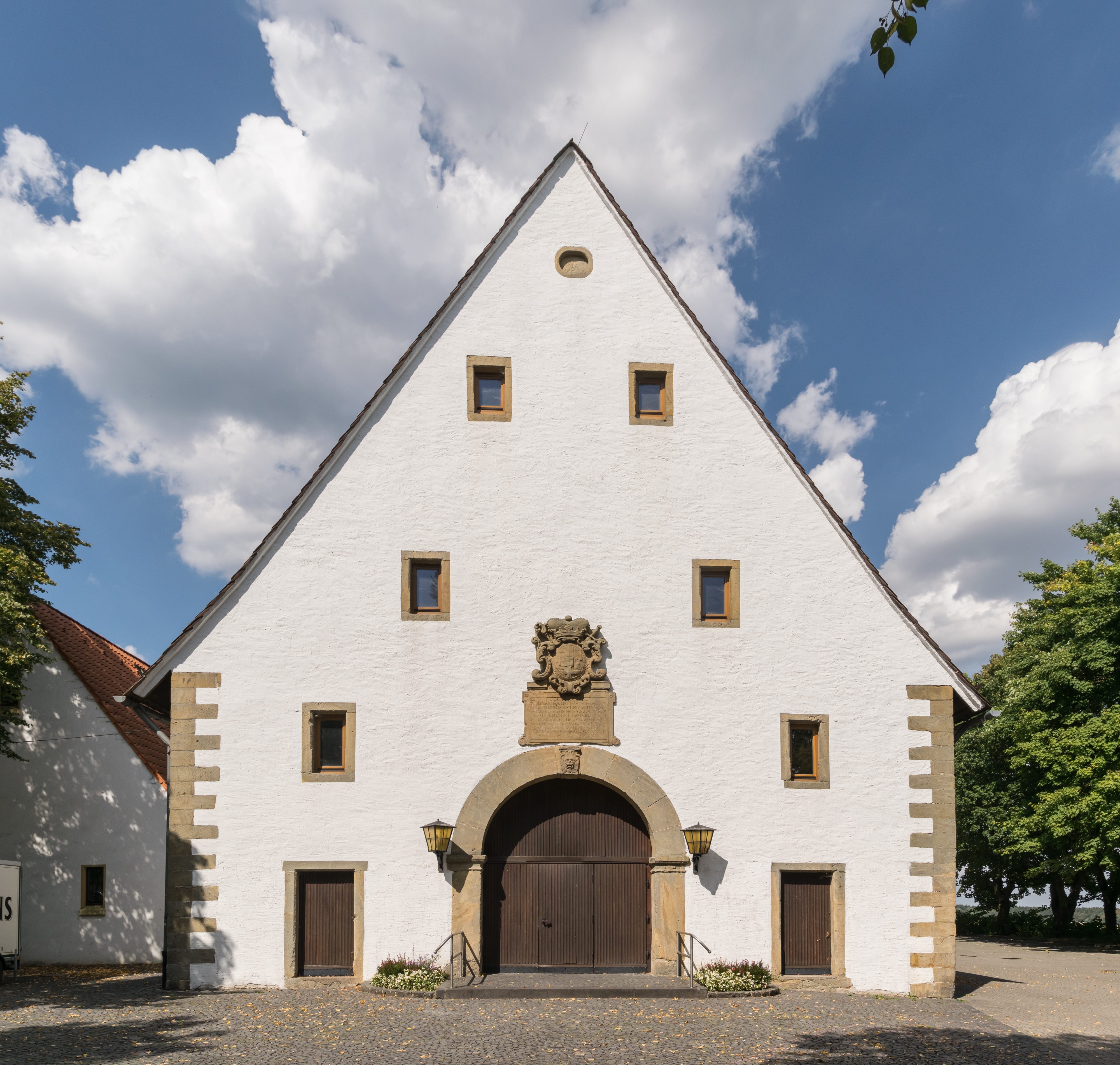
Stadthalle Dringenberg (Bad Driburg)
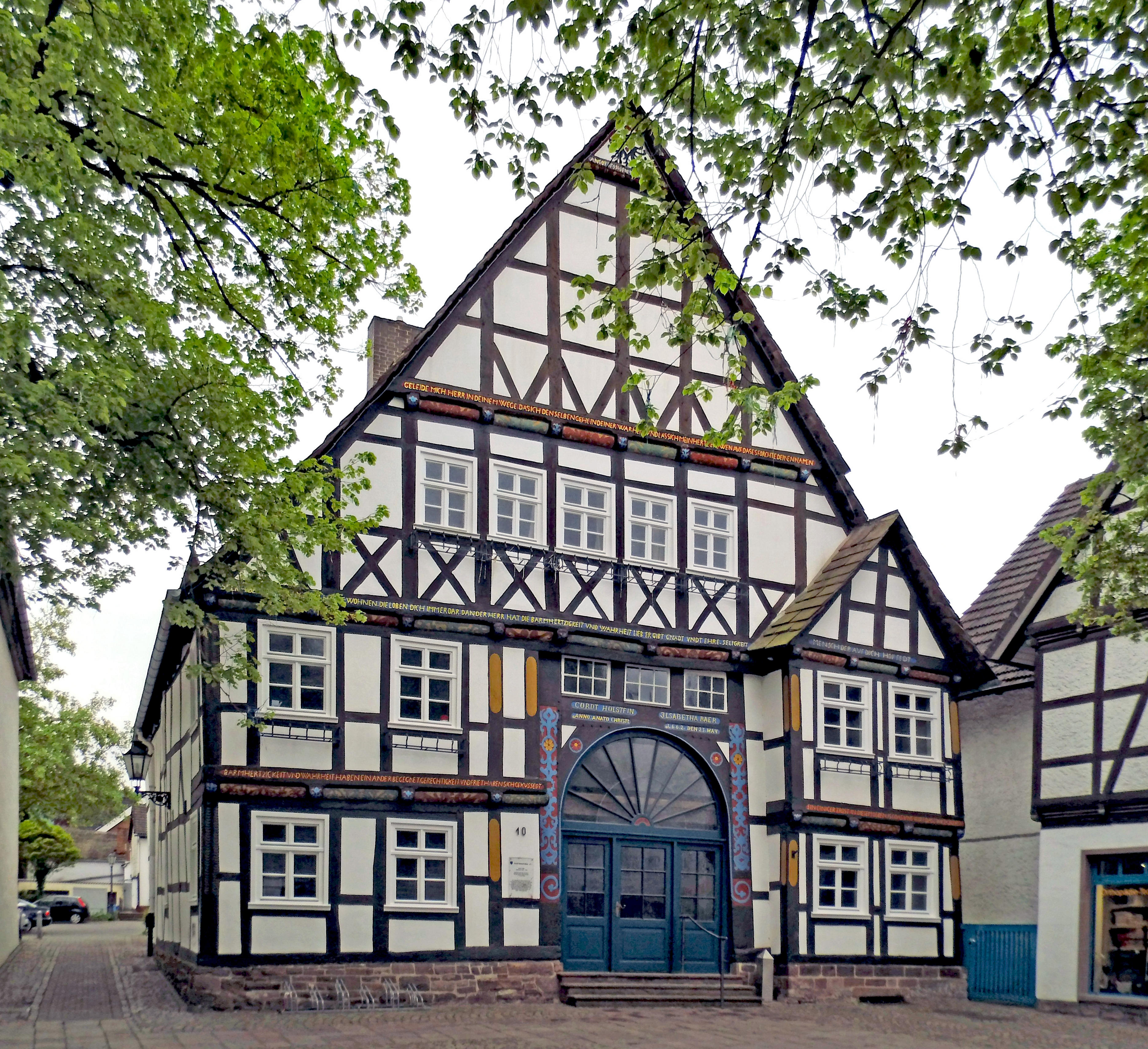
Cordt-Holstein-Haus (1662) (Beverungen)
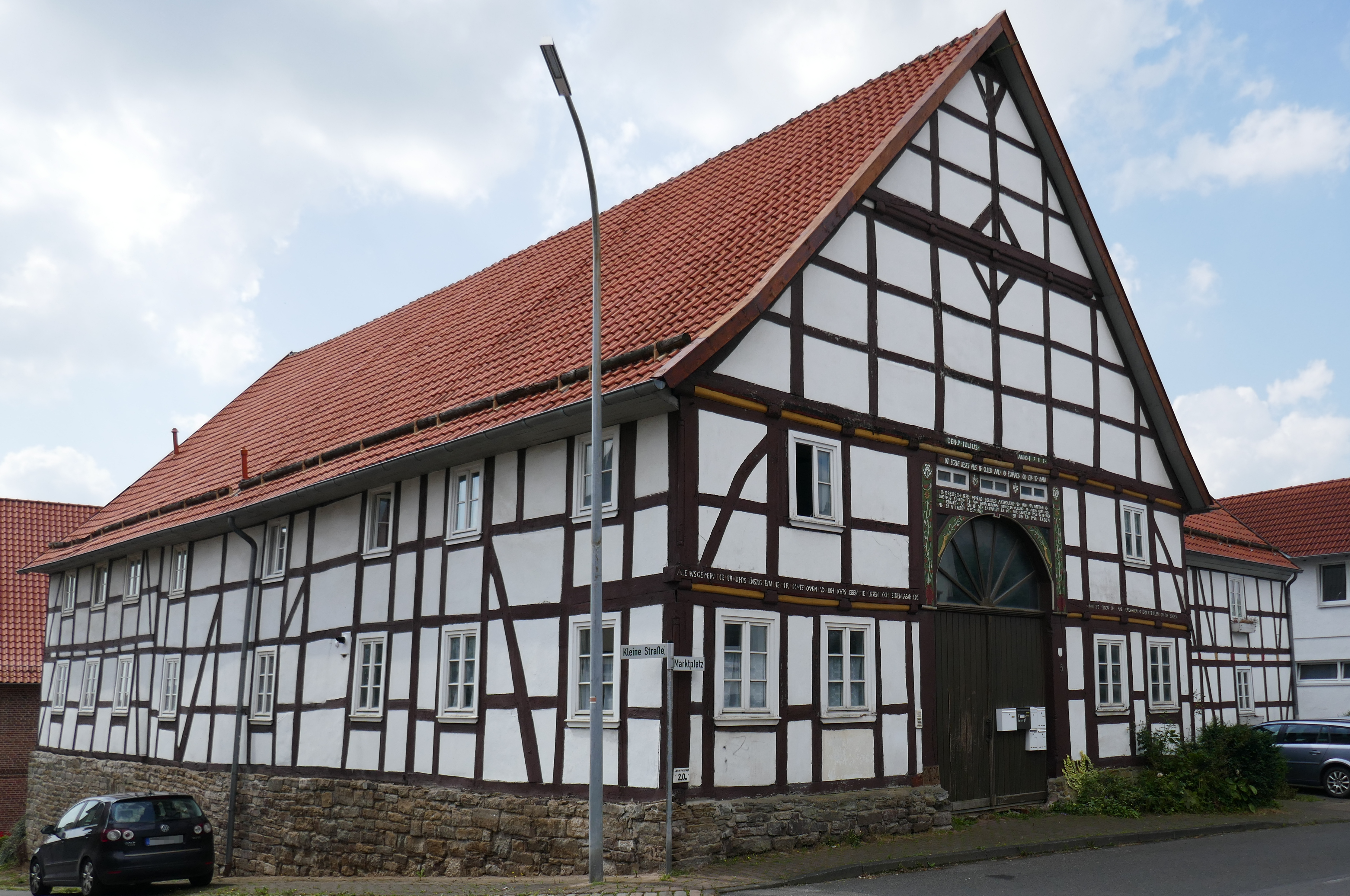
Ackerbürgerhaus (1781) Borgholz (Borgentreich)
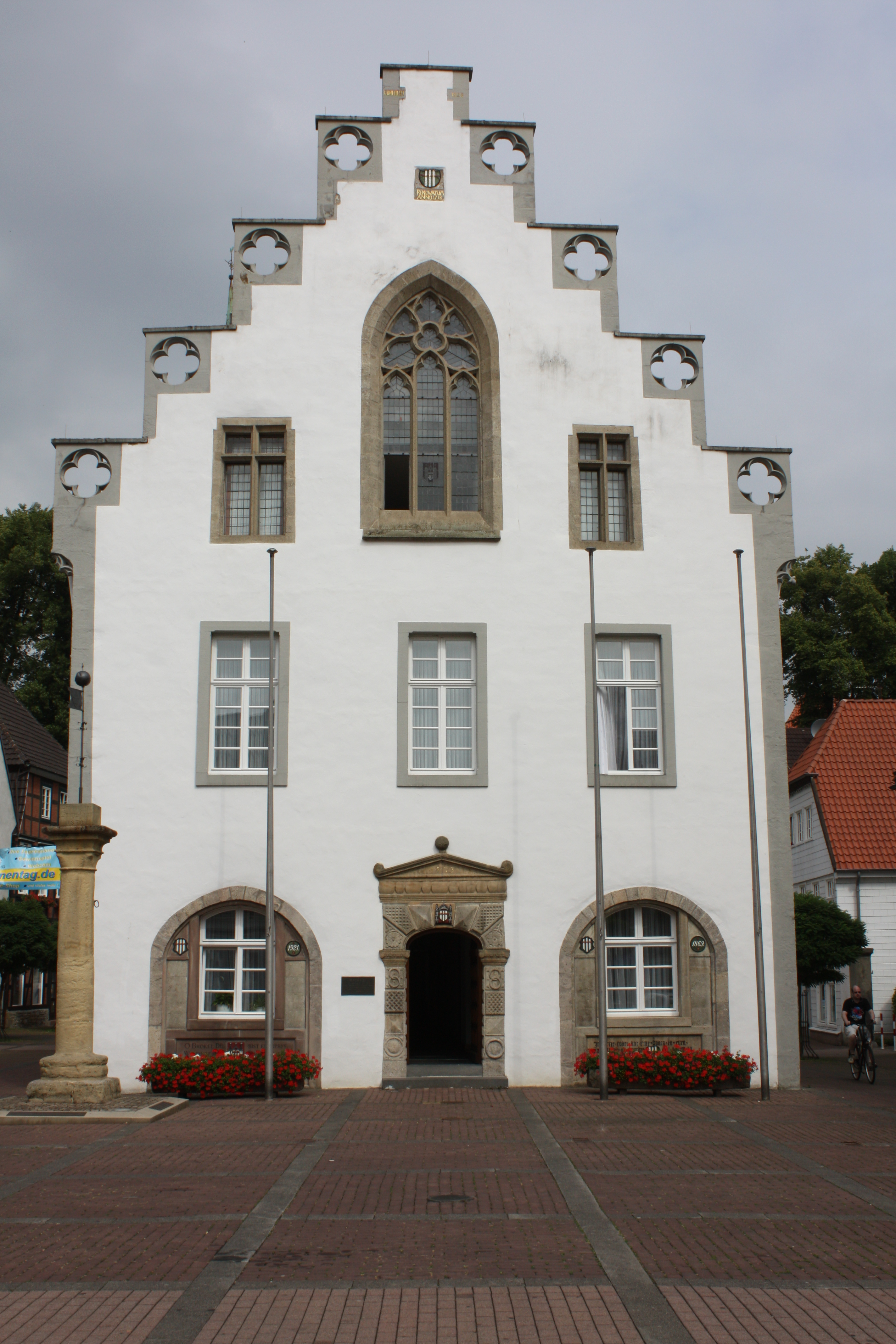
Rathaus (Brakel)
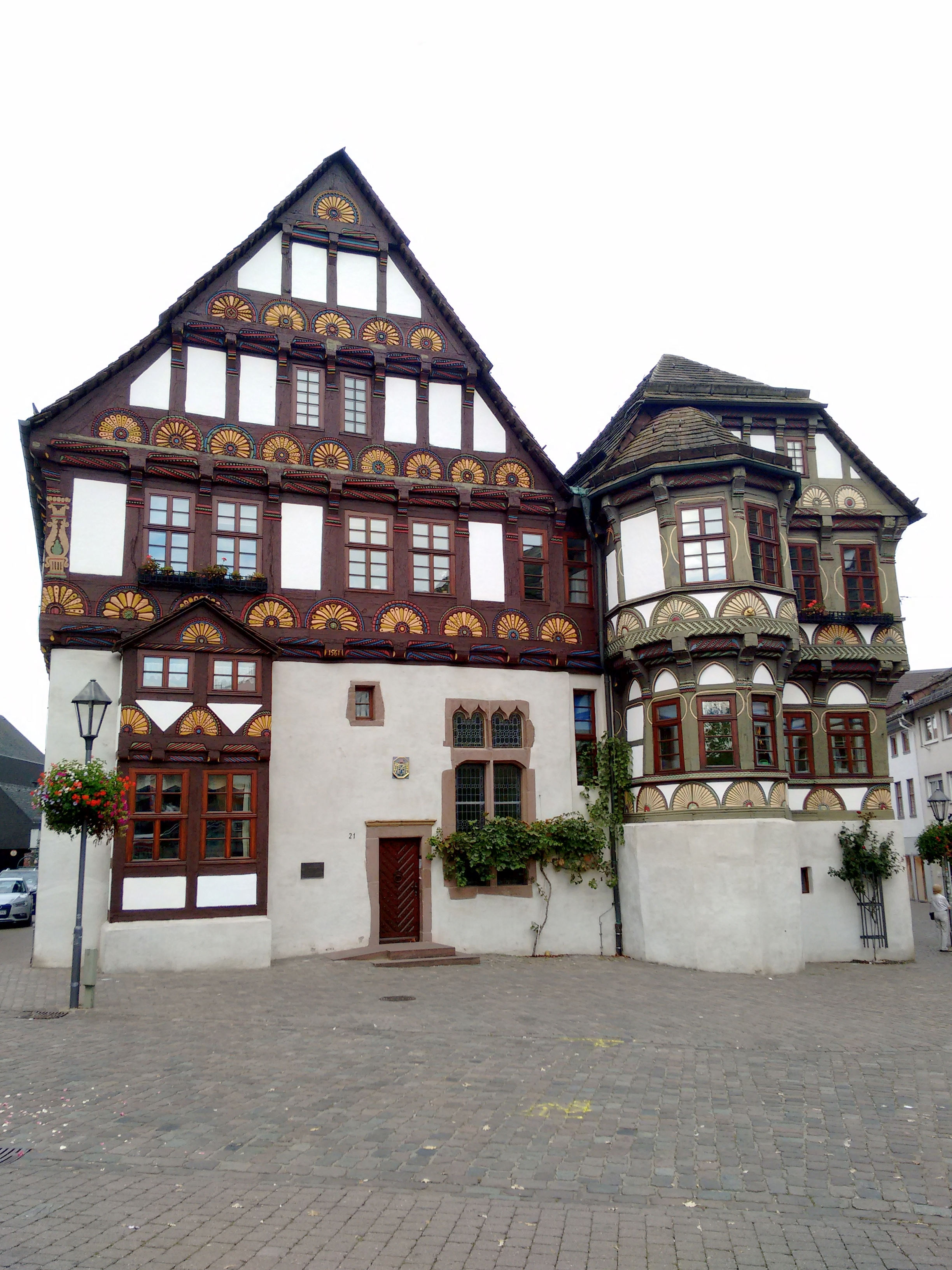
Amelunxenscher Hof (Höxter)
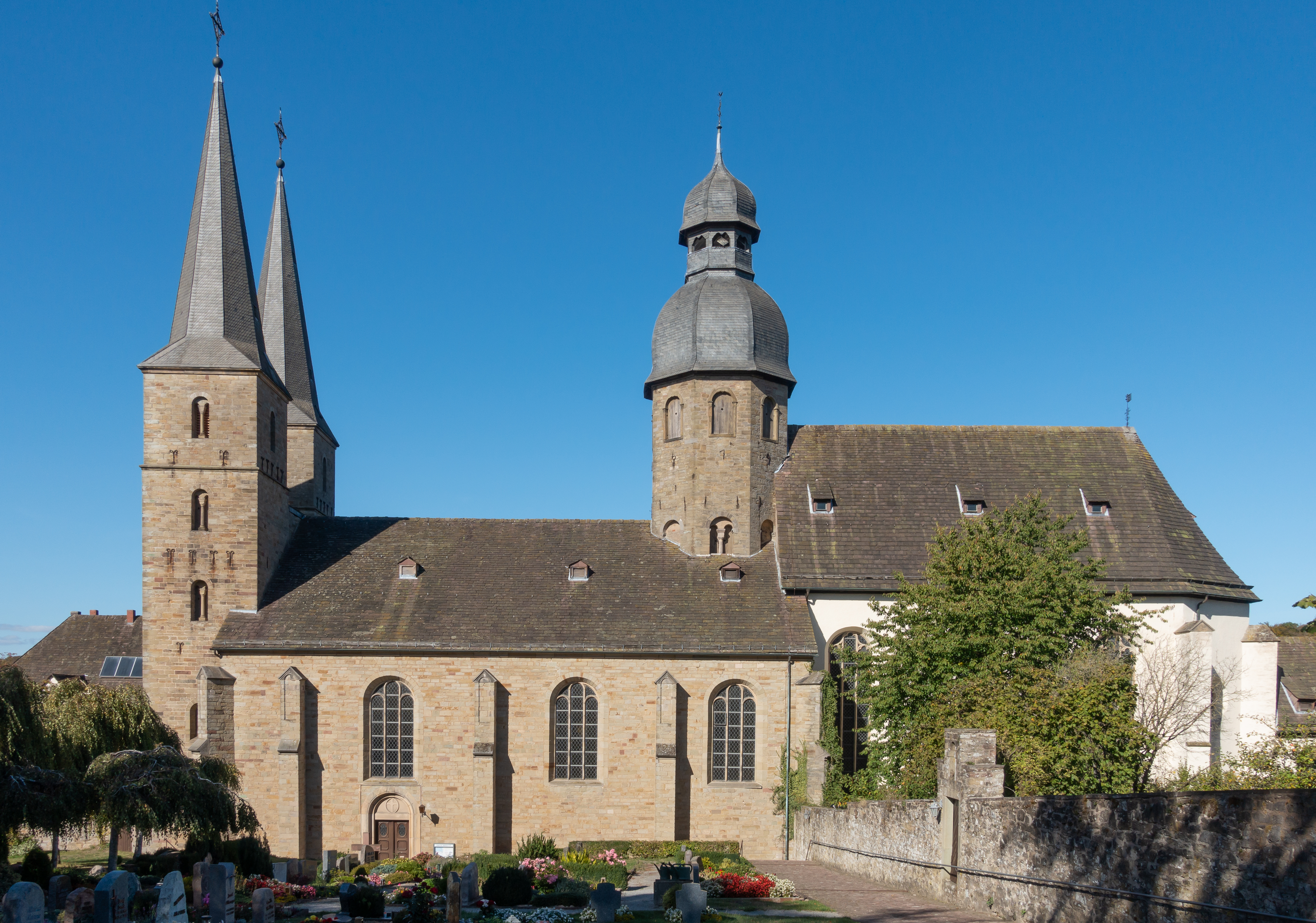
Abteikirche Münsterbrock (Marienmünster)
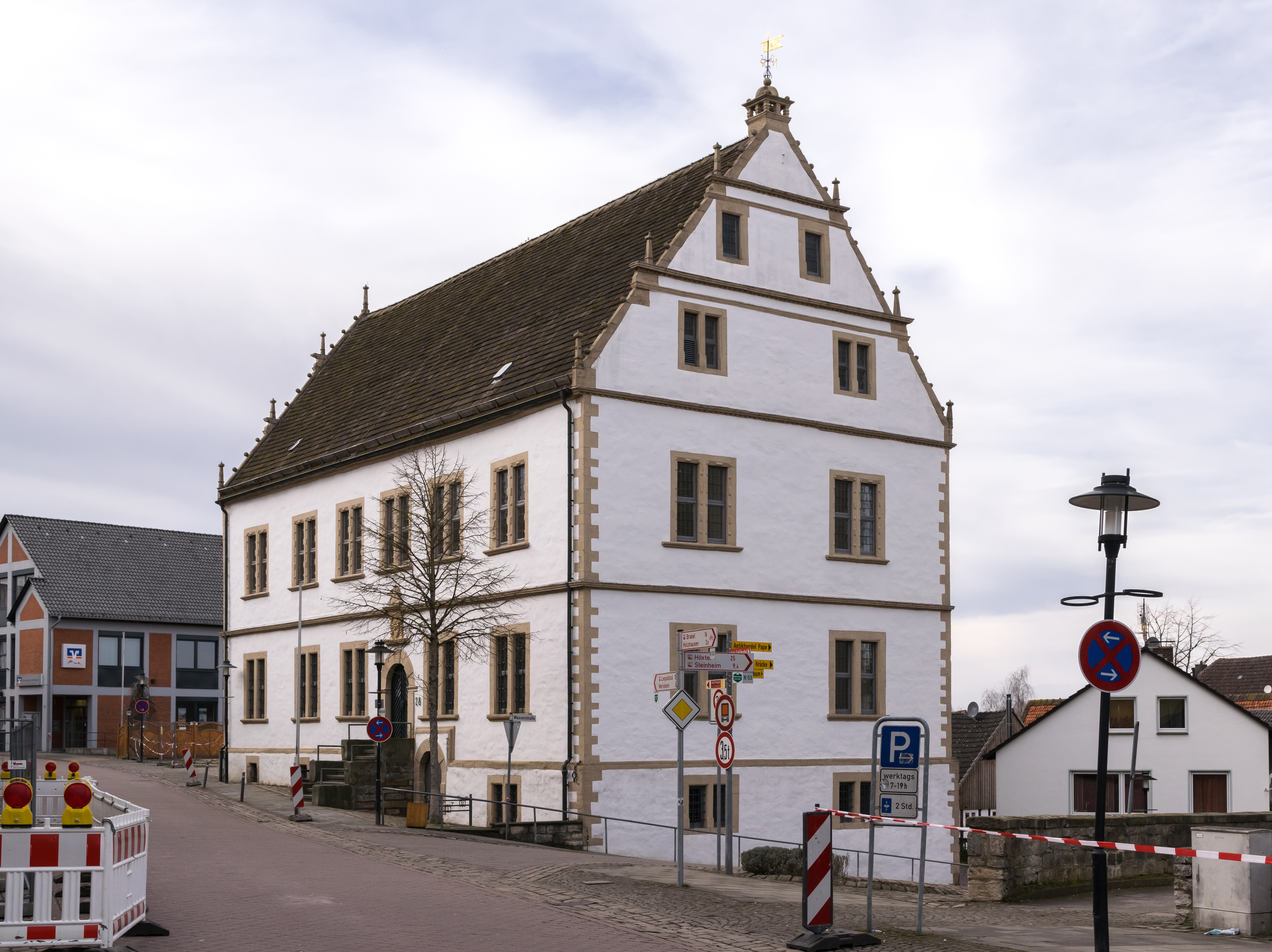
Rathaus (Nieheim)
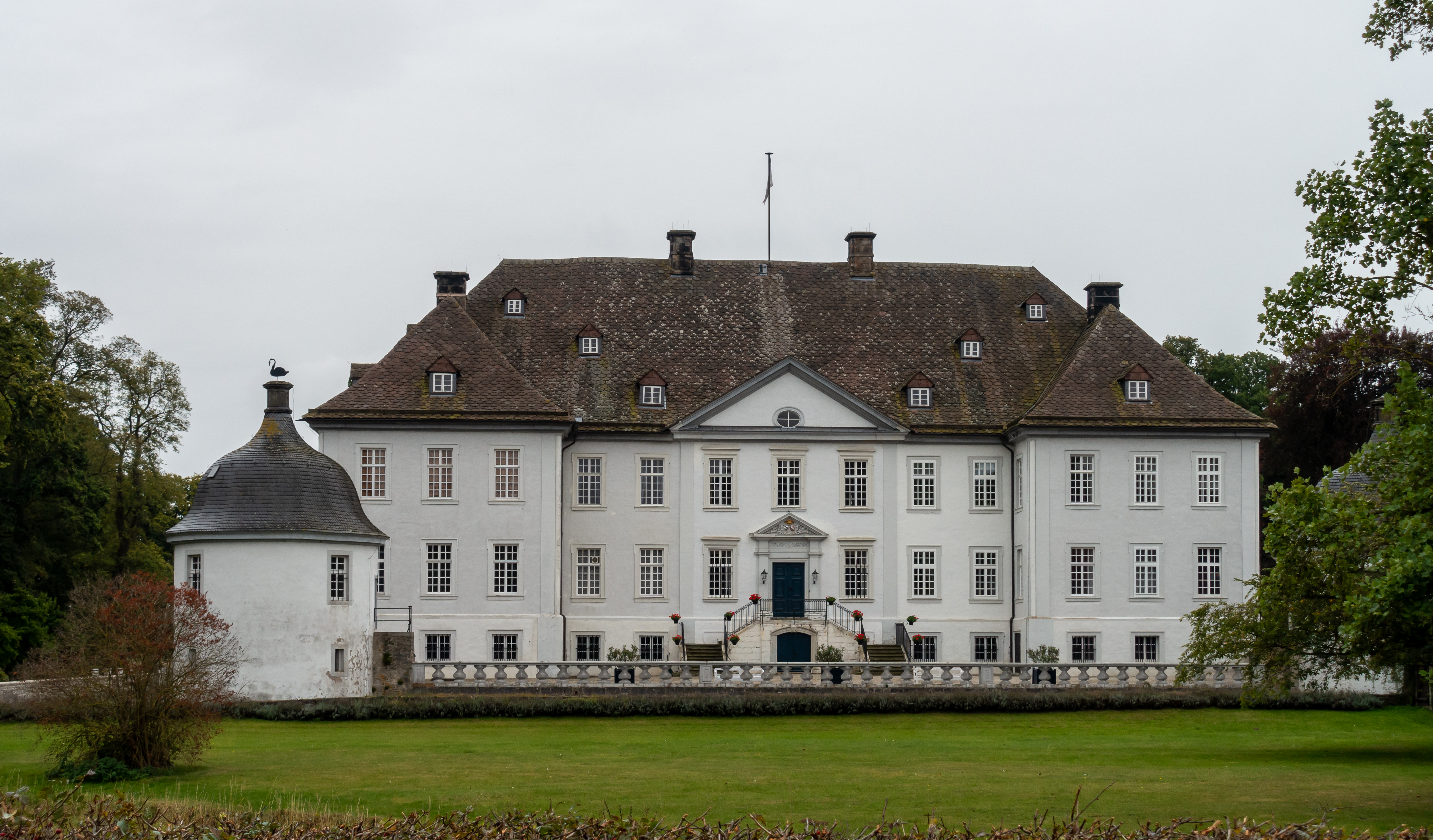
Schloss Vinsebeck (Steinheim)
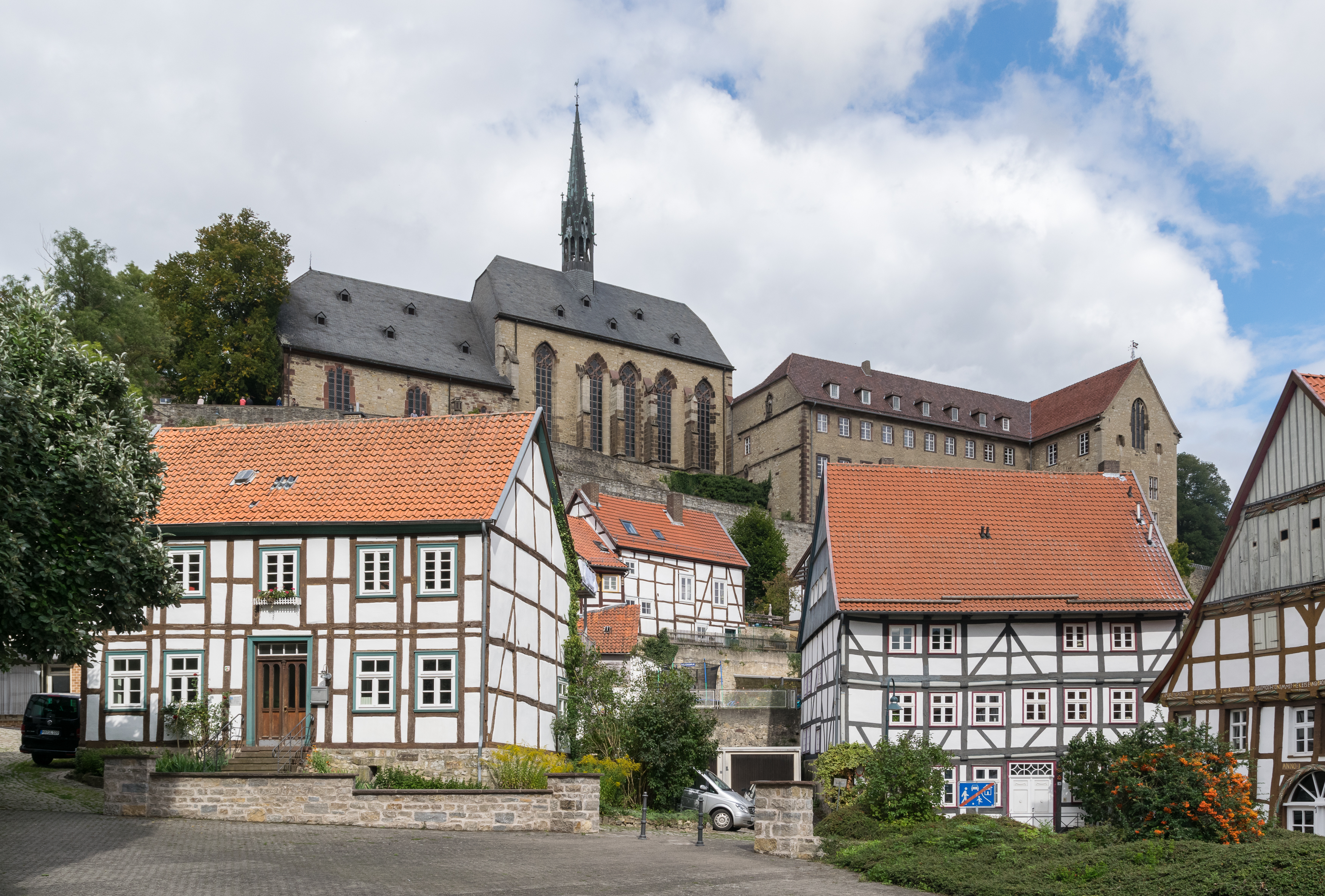
Stadtansicht (Warburg)
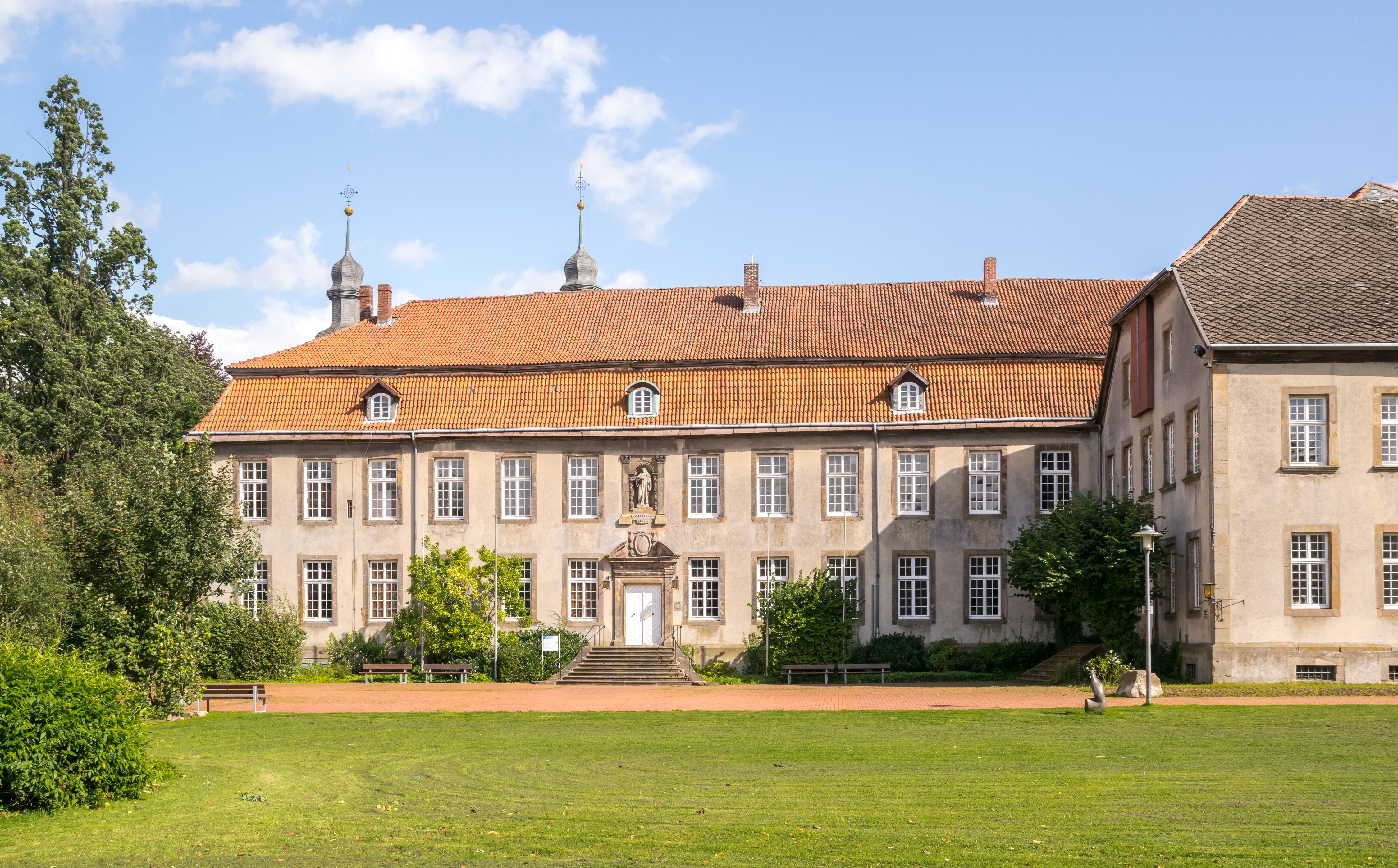
Kloster, Konventsgebäude (Willebadessen)